# ۱۱۱۲ (قمری)
۱۱۱۲ (قمری)، هزار و صد و دوازدهمین سال در گاهشماری هجری قمری است. اول محرم این سال برابر با هجدهم ژوئن سال ۱۷۰۰ میلادی است.